# Wiazyń (gmina)
Wiazyń – dawna gmina wiejska istniejąca do 1945 roku w woj. nowogródzkim/Ziemi Wileńskiej/woj. wileńskim (obecnie na Białorusi). Siedzibą gminy było miasteczko Wiazyń (507 mieszk. w 1921 roku).
Na samym początku okresu międzywojennego gmina Wiazyń należała do powiatu wilejskiego w woj. nowogródzkim. 13 kwietnia 1922 roku gmina wraz z całym powiatem wilejskim została przyłączona do objętej władzą polską Ziemi Wileńskiej, przekształconej 20 stycznia 1926 roku w województwo wileńskie.
Po wojnie obszar gminy Wiazyń wszedł w struktury administracyjne Związku Radzieckiego.

## Demografia
Według Powszechnego Spisu Ludności z 1921 roku gminę zamieszkiwało 8578 osób, 939 było wyznania rzymskokatolickiego, 7480 prawosławnego, 6 ewangelickiego, 1 starobrzędowego, 152 mojżeszowego. Jednocześnie 2751 mieszkańców zadeklarowało polską, 5668 białoruską, 137 żydowską, 14 rosyjską, 4 łotewską, 1 cygańską, 1 czeską, 1 rusińską i 1 ukraińską przynależność narodową. Było tu 1446 budynków mieszkalnych.